# シュギ・ゾルターン
シュギ・ゾルターン(ハンガリー語: Szügyi Zoltán、1896年2月9日 - 1967年11月23日)は、ハンガリーの軍人。最終階級は陸軍少将。第二次世界大戦ではハンガリー陸軍セント・ラースロー歩兵師団師団長を務めた。ドイツ国から騎士鉄十字章を受けた。

## 叙勲
- 鉄十字章
  - 二級鉄十字勲章1939年章
  - 一級鉄十字勲章1939年章
- 騎士鉄十字章
  - 騎士鉄十字章 (1945年1月12日)